# سیه‌را رامیرز
سیه‌را رامیرز (انگلیسی: Cierra Ramirez؛ زادهٔ ۹ مارس ۱۹۹۵) بازیگر و خواننده اهل ایالات متحده آمریکا است. وی از سال ۲۰۰۶ میلادی، مشغول به فعالیت هنری بوده‌است. وی نامزد دریافت جایزه رسانه‌ای گلد بوده است.

## گزیدهٔ آثار

### سینما
- دختر در حال پیشرفت (۲۰۱۲)

### تلویزیون
- پرورشگاهی‌ها (۲۰۱۳–۲۰۱۸)
- مشکل خوب (۲۰۱۹-اکنون)
- زندگی مخفی نوجوان آمریکایی (۲۰۱۳–۲۰۱۲)
- کدبانوهای وامانده (۲۰۰۶)
- سی‌اس‌آی: میامی (۲۰۰۵)